# Condominio 1
El condominio 1 fue la primera unidad en el desarrollo de Sea Ranch (California), en la costa del Pacífico del Condado de Sonoma, Estados Unidos. El complejo fue diseñado por Charles W. Moore, Donlyn Lyndon, William Turnbull, Jr. y Richard Whitaker de la asociación MLTW en 1963-1964, y fue construido por el contratista Matthew Sylvia en 1965. La estructura de madera tiene vista al Océano Pacífico. Ha sido descrito como uno de los diseños arquitectónicos más significativos de la década de 1960 en California y ha recibido varios premios.

## Descripción
El condominio 1 está ubicado al borde de un acantilado con vista al Pacífico. Es un complejo de diez unidades de condominio, destinado a ser visto como una sola estructura. El diseño se inspiró en los graneros y otros edificios agrícolas de la región y, con la ayuda del arquitecto paisajista Lawrence Halprin, se construyó teniendo en cuenta la ecología local. El marco de madera está protegido con un revestimiento de secoya. Las ventanas son aberturas simples sin molduras ni parteluces. En el lado cuesta arriba, el edificio se envuelve alrededor de un patio que alberga los garajes de las unidades. Los espacios interiores cuentan con la gama completa de elementos de diseño desarrollados por MLTW.
La estructura de 10 unidades fue el primer trabajo importante de Moore. Ejemplifica el estilo de cobertizo de Moore con techos de un solo tono, revestimiento de tablas y detalles sencillos. Los principios de diseño establecidos por el condominio 1 incluyeron el uso de lo que Moore denominó edículos, pequeños espacios íntimos definidos por cuatro columnas y un dosel, y alforjas, pequeñas proyecciones del espacio interior hacia el exterior que brindan una vista o un espacio contemplativo. Las unidades están dispuestas con líneas de visión horizontales y verticales a través del espacio.

## Recepción
El condominio se presentó en una extensa campaña de relaciones públicas para promover el desarrollo de Sea Ranch y apareció en Newsweek, The New York Times y Life, así como en revistas de diseño como Perspecta y Japan Architect. Recibió una mención de diseño de Progressive Architect, un premio de diseño del gobernador de California en 1966 y un premio de honor del American Institute of Architects en 1967. En 1991 recibió el premio AIA de veinticinco años y Moore recibió la Medalla de Oro del AIA. La estructura figura en el Registro Nacional de Lugares Históricos desde 2005.